# Oncidium klotzscheanum
O Oncidium klotzscheanum  é uma espécie de orquídeas do género Oncidium, também chamado de dama dançante, da subfamília Epidendroideae da família das Orquidáceas.

## Sinônimos
- Oncidium obryzatum Rchb.f. & Warsz. (1854)
- Oncidium meliosmum Rchb.f. (1882)
- Oncidium angustisepalum Kraenzl. (1922)
- Oncidium floribundum Rchb.f. ex Kraenzl. (1922)
- Oncidium fulgens Schltr. (1922)
- Oncidium microcachrys Rchb.f. ex Kraenzl. (1922)
- Oncidium varians Schltr. (1923)
- Oncidium hoppii Schltr. (1924)
- Oncidium multiflorum Soysa (1937)

## Habitat
Esta espécie é nativa do Sul da Costa Rica ao Equador. Esta Orquídea cresce nas árvores. Área de clima úmido de montanha, em altitudes de 1200 a 1800 metros.

## Descrição
O Oncidium klotzscheanum é uma orquídea epífita e ocasionalmente rupícola, com pseudobulbos cilíndricos achatados lateralmente de que saem apicalmente duas folhas coriáceas estreitas oblongo linguladas, en seu centro nascem duas hastes florais de numerosas e diminutas flores. No seu habitat, florescem na primavera e no outono.
Possui um haste floral paniculada.
Flores em racemo médio de muitas flores de pequeno tamanho de cor amarelo forte com manchas de cor café.

## Cultivo
Tem preferência por alta luminosidade ou com sombra moderada. Para cultivar, deve plantar em um tronco com base reta não muito larga, para que se possa manter em pé, e coloca-se a orquídea amarrada a um tutor virado para o leste.
Pode-se plantar no exterior como os Cymbidiums para estimular a floração. No inverno, manter o substrato seco com poucas regas. 
Floresce na primavera e no outono.